# Campeonato Mundial Femenino de Ajedrez 1937 (Estocolmo)
El 8º Campeonato mundial femenino de ajedrez (6º Bajo organización de la FIDE) tuvo lugar durante las 7º Olimpiadas de Ajedrez de 1937 en Estocolmo. La campeona de este torneo fue Vera Menchik, quien defendió su título en un torneo suizo

## Resultados
|       | Jugadora                   | Pts. |
| ----- | -------------------------- | ---- |
| 1     | Vera Menchik               | 14   |
| 2     | Clarice Benini             | 10   |
| 3–4   | Milda Lauberte             | 9    |
| 3–4   | Sonja Graf                 | 9    |
| 5     | Mary Bain                  | 8½   |
| 6–7   | Mona May Karff             | 8    |
| 6–7   | Nelly Fišerová             | 8    |
| 8–9   | Ingeborg Andersson         | 7½   |
| 8–9   | Mary Gilchrist             | 7½   |
| 10–16 | Róża Herman                | 7    |
| 10–16 | Catharina Roodzant         | 7    |
| 10–16 | Edith St. John             | 7    |
| 10–16 | Anna Andersson             | 7    |
| 10–16 | Regina Gerlecka            | 7    |
| 10–16 | Clara Faragó               | 7    |
| 10–16 | Edith Holloway             | 7    |
| 17–20 | Barbara Flerow-Bułhak      | 6½   |
| 17–20 | Gisela Harum               | 6½   |
| 17–20 | Salome Reischer            | 6½   |
| 17–20 | Olga Menchik               | 6½   |
| 21–22 | Florence Frankland Thomson | 6    |
| 21–22 | Ingrid Larsen              | 6    |
| 23    | Katarina Beskow            | 5½   |
| 24    | A.M.S. O'Shannon           | 5    |
| 25    | Ruth Bloch Nakkerud        | 2    |
| 26    | Elisabeth Mellbye          | 1    |